# Maccess
m:access ist ein Freiverkehrssegment der Börse München, das auf die Mittelstandsfinanzierung fokussiert ist. Im Gegensatz zu Unternehmen im regulierten Markt, müssen Unternehmen im m:access nur gemäß grundlegenden Folgepflichten der Börse publizieren. Hierzu zählt beispielsweise die Veröffentlichung von Kennziffern des Jahresabschlusses nach HGB und die Erstellung eines unterjährigen Emittentenberichts. Auch die jährliche Teilnahme an einer Analystenkonferenz ist verpflichtend.

## Geschichte
Das von der Börse München im Jahr 2005 geschaffene Marktsegment „m:access“ ist eine Börse für den Mittelstand im D-A-CH-Raum. Heute notieren in dem Segment rund 60 Unternehmen (Stand 7/2025) mit einer gesamten Marktkapitalisierung im zweistelligen Milliardenbereich. Damit ist m:access das größte börsliche Mittelstandssegmet im D-A-CH-Raum. Die IPO-Erlöse bewegten sich zwischen 1,5 Mio. und 73,5 Mio. Euro. Nach dem Börsengang haben m:access-Unternehmen über 160 Kapitalerhöhungen durchgeführt, bei der größten wurden mehr als 130 Mio. Euro eingeworben.
Die Unternehmen aus den Branchen Beteiligungsgesellschaften, Consumer/Leisure, Finanzdienstleistungen, Immobilien, Software/IT und Technologie haben insgesamt mehr als 26.000 Beschäftigte. Sie präsentieren sich einmal jährlich auf Fachkonferenzen, die von der Börse München für geladenen Analysten, Investoren und Journalisten organisiert werden.
Die Wertentwicklung der in m:access notierten Aktien wird mit mehreren Varianten eines „All-Share-Index“ abgebildet. Der m:access All-Share Index GTR (WKN SLA8MK) ist als sog. GTR Index (Gross Total Return = Dividenden werden ohne Abzug von Steuern eingerechnet) ein Performanceindex wie beispielsweise der DAX. Die Unternehmen werden im Index nach Marktkapitalisierung gewichtet, mit höchstens 15 Prozent Anteil. Die Anpassungstermine sind vierteljährlich am letzten Handelstag im März, Juni, September und Dezember.

## Voraussetzungen und Folgepflichten
Die Einbeziehungsvoraussetzungen in m:access sind:
- ein von der BaFin gebilligter Wertpapierprospekt, sofern ein öffentliches Angebot vorliegt; andernfalls eine aussagekräftige Unternehmensdarstellung
- ein Grundkapital von mindestens 1 Million Euro
- ein Jahresabschluss als Kapitalgesellschaft
- ein Wertpapier-Research
- die Begleitung des Börsengangs durch einen Emissionsexperten.

Folgepflichten:
- Veröffentlichung der Kernaussagen des geprüften Jahresabschlusses (HGB-Abschluss ausreichend)
- Unterjähriger Emittentenbericht
- Unternehmenskalender auf der Webseite des Emittenten
- Jährliche Teilnahme an einer Analystenkonferenz
- Pflichtpublizität aus der Marktmissbrauchsverordnung

## Zusammensetzung
m:access setzte sich im Juli 2025 aus folgenden Unternehmen zusammen:
| Unternehmen                                           | Branche                    | Logo |
| ----------------------------------------------------- | -------------------------- | ---- |
| ABO Energy GmbH & Co. KGaA                            | Technologie                |      |
| Artec Technologies AG                                 | Technologie                |      |
| audius SE                                             | Software / IT              |      |
| Baader Bank AG                                        | Finanzdienstleistungen     |      |
| Beno Holding AG                                       | Immobilien                 |      |
| Bio-Gate AG                                           | Technologie                |      |
| BHB Brauholding Bayern-Mitte AG                       | Consumer / Leisure         |      |
| Blue Cap AG                                           | Beteiligungsgesellschaften |      |
| Brüder Mannesmann AG                                  | Technologie                |      |
| Circus AG                                             | Technologie                |      |
| clearvise AG                                          | Technologie                |      |
| Datagroup SE                                          | Software/IT                |      |
| Darwin AG                                             | Technologie                |      |
| DCI Database for Commerce and Industry AG             | Software / IT              |      |
| DEFAMA Deutsche Fachmarkt AG                          | Immobilien                 |      |
| Deutsche Grundstücksauktionen AG                      | Immobilien                 |      |
| Erlebnis Akademie AG                                  | Consumer / Leisure         |      |
| FCR Immobilien AG                                     | Immobilien                 |      |
| Funkwerk AG                                           | Technologie                |      |
| GIEAG Immobilien AG                                   | Immobilien                 |      |
| GoingPublic Media AG                                  | Medien                     |      |
| GORE German Office Real Estate AG                     | Immobilien                 |      |
| Hasen-Immobilien                                      | Immobilien                 |      |
| Hoftex Group                                          | Technologie                |      |
| Hyrican Informationssysteme AG                        | Software / IT              |      |
| Immovaria Real Estate AG                              | Immobilien                 |      |
| ISA International School Augsburg gAG                 | Bildung                    |      |
| Klassik Radio AG                                      | Consumer / Leisure         |      |
| Kulmbacher Brauerei Aktien-Gesellschaft               | Consumer / Leisure         |      |
| Lechwerke AG                                          | Consumer / Leisure         |      |
| LION E-Mobility AG                                    | Technologie                |      |
| Mensch und Maschine Software SE                       | Software / IT              |      |
| Merkur Privatbank KGaA                                | Finanzdienstleistungen     |      |
| MHP Hotel AG                                          | Hotels                     |      |
| Mountain Alliance AG                                  | Beteiligungsgesellschaften |      |
| MS Industrie                                          | Industrie                  |      |
| mwb fairtrade Wertpapierhandelsbank AG                | Finanzdienstleistungen     |      |
| NanoRepro AG                                          | Technologie                |      |
| NCTE AG                                               | Technologie                |      |
| Netfonds AG                                           | Finanzdienstleistungen     |      |
| Northern Data AG                                      | Technologie                |      |
| Performance One                                       | Software/IT                |      |
| plenum AG                                             | Beratungsdienstleistungen  |      |
| Private Assets SE & Co. KGaA                          | Beteiligungen              |      |
| PRO DV AG                                             | Software / IT              |      |
| Rubean AG                                             | Technologie                |      |
| SBF AG                                                | Technologie                |      |
| sdm SE                                                | Consumer / Leisure         |      |
| Sedlmayr Grund und Immobilien AG                      | Immobilien                 |      |
| Solutiance AG                                         | Software / IT              |      |
| Spielvereinigung Unterhaching Fußball GmbH & Co. KGaA | Consumer / Leisure         |      |
| STEICO SE                                             | Technologie                |      |
| STINAG Stuttgart Invest AG                            | Immobilien                 |      |
| stock3 AG                                             | Finanzdienstleistungen     |      |
| tokentus investment AG                                | Beteiligungen              |      |
| U.C.A. AG                                             | Beteiligungsgesellschaften |      |
| UmweltBank AG                                         | Finanzdienstleistungen     |      |
| Value-Holdings AG                                     | Beteiligungsgesellschaften |      |
| VIB Vermögen AG                                       | Immobilien                 |      |
| Weng Fine Art AG                                      | Handel                     |      |
| Wolftank Group AG                                     | Technologie                |      |